# Vallage ardennais
Le Vallage ardennais est une région naturelle de France, située dans le département des Ardennes. Il s'agit d'une région de bocage formée par la vallée de l'Aisne, entre Vouziers et Rethel, dans le sud du département des Ardennes. Le Vallage était aussi un doyenné au Moyen Âge. 
Elle ne doit pas être confondue avec le Vallage, une autre région naturelle située dans l'Est de la Champagne. Son nom lui vient de l'ardennais « vallage » qui désigne un espace vallonné. 